# 趙仲卿
赵仲卿（541年—604年），隋朝将领，天水陇西人。
赵仲卿父亲赵刚，北周大将军。赵仲卿性情粗暴，有气力，北周齐王宇文宪非常礼待他。跟随攻打北齐，攻克临秦、统戎、威远、伏龙、张壁等五城。又在姚襄城攻打齐将段孝先，连日苦战，获胜。因功授大都督，不久主管宿卫。平齐之战，因功迁上仪同，兼赵郡太守。入朝为畿伯中大夫。王谦作乱，赵仲卿出使在利州，于是和总管豆卢勣发兵拒守。被王谦所攻，赵仲卿督兵出战，前后十七个回合。王谦被平定，进位大将军，封长垣县公，食邑千户。
隋朝建立后，赵仲卿进爵河北郡公。开皇三年（583年），突厥犯塞，跟随行军总管从河间王杨弘出贺兰山。赵仲卿别道一起前进，没有虏获而还。再镇守平凉，不久拜任石州刺史。法令严猛，很小的过失，也不放过，鞭笞长史，常常打到二百。官民害怕，没有敢违犯，盗贼恐惧，都称他的能力。转任兖州刺史，没有就任，拜为朔州总管。当时塞北盛行屯田，赵仲卿总管统御。稍有不当，赵仲卿就召来主管，打他的胸背，有时解开衣服在荆棘中倒拖。时人称他为猛兽。办事多能成功，于是收获一年比一年多，边戍没有运送粮食之忧。正好突厥启民可汗向隋朝求婚，隋文帝允许。赵仲卿认为这可以离间突厥骨肉，相互攻击。开皇十七年（597年），启民可汗窘迫，与隋使长孙晟投奔通汉镇。赵仲卿率千余骑兵驰援，达头可汗不敢逼迫。暗中派人招诱启民所部，来到的二万余家。当年，赵仲卿跟随高颎从白道攻打达头。上柱国赵仲卿率军三千人为前锋，进至族蠡山，与突厥军队遭遇，连续交战了七天，大败突厥军队。又追击来到乞伏泊，又一次打败突厥军队，俘获一千余人，牛羊杂畜达万头之多。突厥的大军来到，赵仲卿将军队布成方阵，四面抗击，前后又激战了五天，高颎率大军赶到，和赵仲卿合击突厥，突厥军队战败退走。经过白道，越秦山七百多里，然后还师。当时突厥归降的万余家，文帝命赵仲卿安排他们到恆安。以功进位上柱国，赐织物三千段。朝廷派达头袭击启民，令赵仲卿屯兵两万为启民可汗防御突厥达头可汗，代州总管韩洪、永康公李药王、蔚州刺史刘隆等，率步骑一万人镇守恒安。达头可汗率领骑兵十万来入侵，韩洪军队大败，赵仲卿从乐宁镇率军截击达头军队，斩首一千余级。启民可汗向隋文帝上表陈谢说：“大隋圣人可汗怜惜百姓，您的恩德犹如天无不覆、地无不载一样。染干得到您的恩惠，如枯树长出新叶，枯骨长出新肉一样，愿意千世万代，永远为大隋牧养牛马。”
第二年，文帝又派遣赵仲卿为启民可汗修筑金河、定襄两座城池。当时有人上奏赵仲卿严酷残暴，文帝令御史王伟调查，查明属实，文帝顾惜他的功劳不怪罪也。慰劳他说：“知道赵公清正，被下属所厌恶。”赐织物五百段。赵仲卿更加放肆，于是免官。仁寿年间，检校司农卿。蜀王杨秀获罪，文帝派赵仲卿到益州彻底追查杨秀的事情，杨秀宾客曾经到过的地方，赵仲卿必定苛刻地以法律条文追究并严厉治罪，那些州县长吏大半都受牵连而被定罪。文帝认为赵仲卿能干，赏赐他婢奴五十口，黄金二百两，米粟五千石，奇宝杂物和这相当。隋炀帝嗣位，赵仲卿判兵部、工部二曹尚书事。同年卒，时年六十四岁。谥号肃。赠物五百段。其子赵弘嗣爵。

## 延伸阅读
[在维基数据编辑]
 《隋書·卷74》，出自魏徵《隋书》